# Sebastian Becker (Schauspieler)
Sebastian Becker (* 1979 in Heidelberg) ist ein deutscher Schauspieler und Hörspielsprecher.

## Leben
Becker absolvierte von 2003 bis 2007 seine Schauspielausbildung an der Hochschule für Film und Fernsehen „Konrad Wolf“. Für seine Film- und Kameraarbeit besuchte er auch ein Jahresprogramm in der Meisner-Technik in Berlin.
Theater- und Bühnenengagements hatte er am Hans Otto Theater in Potsdam (Spielzeit 2005/06; als Lanzelot in Der Drache), bei der freien Künstlergruppe „club tipping point“ (2008 und 2009, jeweils unter der Regie von Christoph Gosepath), am Theater Stendal (Spielzeit 2010/11; als Orlando in Wie es euch gefällt), am Kabarett-Theater „Die Distel“ (2013; Hauptrolle als Fanica in Der verlorene Brief) und am Theater „Vierte Welt“ in Berlin-Kreuzberg (2013–2014).
Becker übernahm auch diverse Film- und Fernsehrollen. Seit 2006 stand er regelmäßig vor der Kamera, zunächst im Kurzfilmen (u. a. in Gabriel unter der Regie von Rita Lengyel, mit Ralf Bauer als Partner), Diplom- und Hochschulfilmen, u. a. von der Filmuniversität Babelsberg und der Deutschen Film- und Fernsehakademie Berlin (DFFB). Kinorollen hatte er u. a. in Mein Vogel fliegt schneller (2009) und in der deutsch-polnischen Ko-Produktion Sommer auf dem Land (2011). Für das ZDF spielte er in den Fernsehserien Unser Charly (2008) und Lena Lorenz (2015) jeweils in Nebenrollen vor der Kamera.
In der Fernsehkomödie Frauchen und die Deiwelsmilch (2014) spielte er, an der Seite von Daniela Katzenberger und Carmen Birk, eine der Hauptrollen, den jungen Achim, dessen Freundin Nadja wieder in ihre Heimat Russland abgeschoben werden soll. In der 14. Staffel der ZDF-Serie Notruf Hafenkante (2019) übernahm Becker eine der Episodenhauptrollen als Sohn eines Hamburger Immobilien-Tycoons.
Becker arbeitet regelmäßig als Hörspielsprecher, u. a. für den Deutschlandfunk, Deutschlandradio Kultur und den rbb. Er lebt in Berlin.

## Filmografie (Auswahl)
- 2006: Breaking Glass (Kurzfilm)
- 2007: Du bist nicht allein
- 2008: Gabriel (Kurzfilm)
- 2008: Unser Charly – Das schwarze Schaf
- 2008: Geschichte Mitteldeutschlands: Albrecht der Entartete – Das schwarze Schaf der Wettiner
- 2009: Mein Vogel fliegt schneller (Kinofilm)
- 2010: Die entsetzlich große Sehnsucht der Mücken nach unendlicher Liebe (Kurzfilm)
- 2010: Jenseits der Linie
- 2011: Wer rettet Dina Foxx?
- 2011: Sommer auf dem Land
- 2012: Stolz des Ostens (Kurzfilm)
- 2014: Frauchen und die Deiwelsmilch
- 2015: Lena Lorenz: Willkommen im Leben
- 2015: Terra X: F wie Fälschung
- 2019: Tatort: Kaputt
- 2019: Notruf Hafenkante (Fernsehserie, Folge Dunkle Welten)
- 2020: Kein einfacher Mord
- 2022: Lehrer kann jeder! (Fernsehfilm)

## Sprecher (Auswahl)
- 2008: Rosas Liebe, Deutschlandradio Kultur
- 2008: Vernagelt, Deutschlandradio Kultur
- 2008: Ich ist ein Anderer, RBB
- 2010: De Niro´s Game, Deutschlandradio Kultur
- 2012: Sweet Home Europa, Deutschlandradio